# Jack Broderick
John Charles Broderick, detto Jack (Cornwall, 5 giugno 1875 – 12 luglio 1957), è stato un giocatore di lacrosse canadese, vincitore di una medaglia d'oro nel lacrosse maschile a squadre ai Giochi della IV Olimpiade.

## Palmarès
In carriera ha conseguito i seguenti risultati:
- Giochi olimpici

Londra 1908: oro nel lacrosse maschile a squadre.